# Kisaichi Atsushi
Kisaichi Atsushi (私市 淳 (Tư Thị Thuần) sinh ngày 23 tháng 2) là một nam seiyū sinh ra tại Tōkyō, Nhật Bản. Hiện anh đang làm việc cho Aoni Production.

## Vai diễn nổi bật

### Anime
- Hoshi no Kaabii: Meta Knight, Chief Borun (Chief Bookem) (2001 và 2007)
- Kage Kara Mamoru: Kagemori Mamoru (2006)
- This Ugly and Beautiful World: Asakura Shin'ichi (2004)
- Piano: The Melody of a Young Girl's Heart: Nagasawa (2002)
- Kanon: Aizawa Yuichi (2002)
- Mahoromatic: Kawahara Kiyomi (2001)
- His and Her Circumstances: Asaba Hideaki (1998)
- Dragon Ball GT: Uub (1996)
- Yu-Gi-Oh!: Heida (1998)
- Future GPX Cyber Formula SAGA: Phill Fritz (1996) & Future GPX Cyber Formula SIN (1998)
- Áo giáp vàng: Papillon Myu 2002
- Gundam Seed: Special Edition: Rusty Mackenzie
- GetBackers drama CDs: Sariel
- Sukisho: Ichikawa Gaku
- Hana-Kimi drama CDs: Izumi Sano
- Yggdra Union: We'll Never Fight Alone: Durant
- Code Geass: Lelouch of the Rebellion: Asahina Shōgo
- Code Geass: Lelouch of the Rebellion R2: Asahina Shōgo, Luciano Bradley

### Trò chơi điện tử
- Super Smash Bros. Brawl: Meta Knight (2008)
- Dragon Shadow Spell: Kiriyama Laika (trò chơi điện tử)
- Mega Man Powered Up: Oilman
- Gitaroo Man: Gregorio Siegfried Wilheim III